# 12-й гвардейский танковый корпус
12-й гвардейский танковый корпус — оперативно-тактическое войсковое соединение (танковый корпус) в составе РККА. Был преобразован из 16-й танкового корпуса.

## История
Приказом народного комиссара обороны СССР № 0376с от 20 ноября 1944 года 16-й танковый корпус был преобразован в 12-й гвардейский танковый корпус.
В июле 1945 года 12-й гвардейский танковый корпус был преобразован в 12-ю гвардейскую танковую дивизию.
Корпус находился в составе Действующей армии с 20 ноября 1944 года по 9 мая 1945 года.
По окончании Великой Отечественной войны корпус входит в состав Группы советских войск в Германии.

## Полное название
12-й гвардейский танковый Уманский ордена Ленина Краснознамённый ордена Суворова корпус

## Состав корпуса
- 48-я гвардейская танковая Вапнярско-Варшавская ордена Ленина Краснознамённая орденов Суворова и Кутузова бригада (бывшая 109-я)
- 49-я гвардейская танковая Вапнярско-Варшавская ордена Ленина Краснознамённая орденов Суворова и Кутузова бригада (бывшая 107-я)
- 66-я гвардейская танковая Вапнярско-Берлинская Краснознамённая орденов Суворова и Кутузова бригада (бывшая 164-я)
- 34-я гвардейская мотострелковая Вапнярско-Берлинская Краснознамённая орденов Суворова и Богдана Хмельницкого бригада (бывшая 15-я)
- 79-й отдельный гвардейский танковый Краснознамённый ордена Суворова полк (бывший 223-й)
- 393-й гвардейский самоходно-артиллерийский Демблинско-Померанский орденов Суворова и Кутузова полк (бывший 1441-й)
- 387-й гвардейский самоходно-артиллерийский Демблинско-Померанский орденов Суворова и Кутузова полк (бывший 1239-й)
- 283-й гвардейский лёгкий артиллерийский Варшавский Краснознамённый орденов Суворова и Кутузова полк
- 75-й гвардейский зенитный артиллерийский Демблинско-Померанский орденов Суворова и Кутузова полк
- 226-й гвардейский миномётный Варшавский орденов Кутузова и Александра Невского полк
- 89-й отдельный гвардейский миномётный Померанский орденов Богдана Хмельницкого, Александра Невского и Красной Звезды дивизион
- 18-й отдельный гвардейский мотоциклетный Демблинско-Померанский ордена Александра Невского батальон

Части корпусного подчинения:
- 186-й отдельный гвардейский Демблинский[2] ордена Красной Звезды[3]батальон связи (до 23 декабря 1944 года — 589-й отдельный батальон связи)
- 136-й отдельный гвардейский Демблинский[2] сапёрный ордена Красной Звезды[3] батальон (до 23 декабря 1944 года — 205-й отдельный сапёрный батальон)
- 112-я отдельная рота химическойзащиты
- 16-я отдельная автотранспортная рота подвоза ГСМ, 22 апреля 1945 года переименована в 816-ю отдельную автотранспортную рота подвоза ГСМ
- 168-я полевая танкремонтная база
- 145-я полевая авторемонтная база
- 7-е авиазвено связи
- 16-й полевой хлебозавод
- 2123-я военно-почтовая станция

## Награды, почётные звания и наименования
| Награда, почётное звание и наименование | Дата награждения | За что награждена |
| --------------------------------------- | --- | --- |
| Почётное наименование «Уманский»        | Приказ Верховного Главнокомандующего от 19 марта 1944 года № 061.(почётное наименование перешло от 16-го танкового корпуса). | Присвоено в ознаменование одержанной победы и за отличие в боях по прорыву обороны противника на уманском направлении и освобождение города Умань. Приказ Верховного Главнокомандующего от 19 марта 1944 года № 061.                                                                                |
| Орден Суворова II степени               | 19 марта 1944 года | За образцовое выполнение заданий командования в боях с немецкими захватчиками за освобождение крупного железнодорожного узла и города Вапнярка и проявленные при этом доблесть и мужество. Указ Президиума Верховного Совета СССР от 19 марта 1944 года. (орден перешёл от 16-го танкового корпуса) |
| Орден Красного Знамени                  | 9 августа 1944 года | За образцовое выполнение заданий командования в боях с немецкими захватчиками, за овладение городом Демблин и проявленные при этом доблесть и мужество. Указ Президиума Верховного Совета СССР от 9 августа 1944 года. (орден перешёл от 16-го танкового корпуса).                                  |
| Почётное звание «Гвардейский»           | Присвоено приказом НКО СССР № 0376с от 20 ноября 1944 года                                                                   | За проявленную отвагу в боях за Отечество с немецкими захватчиками, за стойкость, мужество, дисциплину и организованность, за героизм личного состава. |
| Орден Ленина                            | 5 апреля 1945 года | За образцовое выполнение заданий командования в боях немецкими захватчиками при овладении городами Хоэнзальца (Иновроцлав), Александров, Аргенау, Лабишин и проявленные при этом доблесть и мужество. Указ Президиума Верховного Совета СССР от 5 апреля 1945 года.                                 |

(Танковый фронт 1939—1945 Архивная копия от 12 марта 2012 на Wayback Machine)

## Командование корпуса

### Командиры корпуса
- генерал-майор танковых войск Теляков, Николай Матвеевич (с 20 ноября 1944 по 26 апреля 1945 года);
- генерал-майор танковых войск Салминов, Михаил Фёдорович (с 26 апреля по июль 1945 года)

### Заместитель командира корпуса по строевой части
- полковник Петрушин, Николай Васильевич (с 20 ноября 1944 года)
- полковник Максимов, Георгий Максимович

### Начальник штаба корпуса
- полковник Биберган, Давид Абрамович (с 20 ноября 1944 года)

### Начальник артиллерии
- полковник Таранов, Иван Игнатьевич

## Отличившиеся воины
Герои Советского Союза.
Управление корпуса.
- Таранов, Иван Игнатьевич, гвардии полковник, командующий артиллерией корпуса.

49-я гвардейская танковая Вапнярско-Варшавская ордена Ленина Краснознамённая орденов Суворова и Кутузова бригада:
- Абрамов, Тихон Порфирьевич, гвардии подполковник, командир бригады.
- Аматуни, Ашот Апетович, гвардии лейтенант, командир роты.
- Безменов, Василий Иванович, гвардии старшина, механик водитель танка.
- Бенке, Виктор Владимирович, гвардии старший лейтенант, командир взвода. Звание присвоено посмертно.
- Бондарев, Иван Иванович, гвардии старший сержант, механик-водитель танка. Погиб в бою 4 марта 1945 года.
- Гладуш, Фёдор Филиппович, гвардии капитан, заместитель командира батальона.
- Гранкин, Иван Иванович, гвардии старший лейтенант, командир взвода 2 танкового батальона.
- Дарбинян, Ншан Авакович, гвардии старший сержант, механик-водитель танка.
- Жегалов, Леонид Васильевич, гвардии майор, командир танкового батальона.
- Заикин, Василий Александрович, гвардии лейтенант, командир взвода 2 танкового батальона.
- Кульбякин, Алексей Николаевич, гвардии майор, командир 3 танкового батальона. Погиб в бою 21 февраля 1945 года.
- Лапшин, Павел Иванович, гвардии младший лейтенант, командир роты.
- Лозовский, Виктор Изотович, гвардии старшина, командир орудия танка.
- Люлин, Павлин Алексеевич, гвардии сержант, механик-водитель танка.
- Матвеев, Олег Петрович, гвардии лейтенант, командир танка. Погиб в бою 5 февраля 1945 года.
- Мацапура, Сергей Степанович, гвардии старшина, механик-водитель танка.
- Михеев, Павел Антонович, гвардии младший лейтенант, командир танкового взвода.
- Павлов, Василий Васильевич, гвардии капитан, командир батальона. Погиб в бою 1 марта 1945 года.
- Пермяков, Владимир Васильевич, гвардии сержант, механик-водитель танка.
- Пилипенко, Яков Павлович, гвардии лейтенант, командир танка 3 танкового батальона.
- Погорелов, Семён Алексеевич, гвардии лейтенант, командир танка. Погиб в бою 21 февраля 1945 года.
- Сорокин, Василий Андреевич, гвардии капитан, командир танковой роты.
- Тиньков, Николай Сергеевич, гвардии капитан, заместитель командира батальона по политической части.
- Фетисов, Анатолий Митрофанович, гвардии старшина, командир орудия танка.
- Фомин, Иван Николаевич, гвардии старшина, механик-водитель танка.
- Чернов, Василий Иванович, гвардии младший лейтенант, командир танка. Погиб в бою 13 марта 1945 года.
- Шиндиков, Николай Фомич, гвардии сержант, механик-водитель танка. Погиб в бою 28 февраля 1945 года.
- Шумилов, Анатолий Иванович, гвардии лейтенант, командир роты.

66 гвардейская танковая Вапнярско-Берлинская Краснознамённая орденов Суворова и Кутузова бригада:
- Алейников, Иван Григорьевич, гвардии лейтенант, командир танка. Звание присвоено посмертно.
- Бийма, Иван Спиридонович, гвардии майор, командир батальона.
- Волковский, Владимир Филиппович, гвардии лейтенант, командир танко-десантной роты моторизованного батальона автоматчиков.
- Воронин, Михаил Ильич, гвардии старший сержант, командир отделения моторизованного батальона автоматчиков.
- Дытюк, Василий Кузьмич, гвардии лейтенант, командир танкового взвода.
- Зотов, Иван Семёнович, гвардии старший сержант, механик-водитель танка.
- Кравченко, Василий Фёдорович, гвардии младший лейтенант, командир взвода автоматчиков 1 моторизованного батальона автоматчиков.
- Павлушко, Аркадий Тимофеевич, гвардии полковник, командир бригады.
- Передерий, Иосиф Антонович, гвардии старшина, механик-водитель танка.

34 гвардейская мотострелковая Вапнярско-Берлинская Краснознамённая орденов Суворова и Богдана Хмельницкого бригада:
- Вяткин, Зосим Иванович, гвардии старший сержант, командир орудия мотострелкового батальона. Звание присвоено посмертно. Навечно зачислен в списки части.
- Горбунков, Григорий Фёдорович, гвардии сержант, командир отделения инженерно-минной роты. Погиб в бою 21 апреля 1945 года.
- Губарьков, Григорий Максимович, гвардии рядовой, пулемётчик мотострелкового батальона.
- Колпаков, Пётр Иванович, гвардии старший сержант, командир отделения взвода разведки 2 мотострелкового батальона.
- Кротт, Вячеслав Николаевич, гвардии капитан, командир мотострелкового батальона.
- Лазарев, Дмитрий Ильич, гвардии сержант, командир орудия артиллерийского дивизиона.
- Матвеев, Александр Владимирович, гвардии майор, командир батальона.
- Охман, Николай Петрович, гвардии полковник, командир бригады.
- Плетенской, Павел Васильевич, гвардии капитан, командир батареи противотанковых орудий 1 мотострелкового батальона.
- Позняков, Александр Александрович, гвардии лейтенант, командир взвода противотанковых орудий.
- Тутуков, Пётр Тихонович, гвардии старший сержант, командир бронетранспортёра разведывательной роты.
- Черкас, Людвиг Станиславович, гвардии старший лейтенант, командир пулемётной роты.
- Шебалков, Андрей Георгиевич, гвардии старший сержант, заместитель командир отделения автоматчиков мотострелкового батальона.
- Шилов, Сергей Андреевич, гвардии капитан, командир батареи артиллерийского дивизиона.
- Юрков, Иван Иванович, гвардии старшина, командир отделения автоматчиков.

387 гвардейский самоходный артиллерийский Демблинско-Померанский орденов Суворова и Кутузова полк:
- Гущин, Владимир Иванович, гвардии старший сержант, наводчик орудия.
- Суслов, Алексей Николаевич, гвардии старшина, механик-водитель самоходной артиллерийской установки.
- Финютин, Иван Иванович, гвардии старший сержант, механик-водитель самоходной артиллерийской установки.

393 гвардейский самоходный артиллерийский Демблинско-Померанский орденов Суворова и Кутузова полк:
- Булычёв, Виктор Алексеевич, гвардии лейтенант, командир батареи самохных артиллерийских установок. Погиб в бою 21 апреля 1945 года.
- Гавва, Иван Степанович, гвардии старший сержант, наводчик орудия самоходной артиллерийской установки. Погиб в бою 21 апреля 1945 года.
- Гирин, Дмитрий Андреевич, гвардии старший сержант, механик-водитель.
- Конев, Иван Никанорович, гвардии старший сержант, механик-водитель самоходной артиллерийской установки.
- Меркулов, Георгий Владимирович, гвардии подполковник, командир полка.
- Пахомов, Дмитрий Фёдорович, гвардии сержант, механик-водитель самоходной артиллерийской установки. Умер от ран 11 марта 1945 года.

75 гвардейский зенитный артиллерийский Демблинско-Померанский ордена Кутузова полк:
- Мыцык, Василий Фёдорович, гвардии подполковник, командир полка. Умер от ран 15 мая 1945 года.

Данные о Героях Советского Союза 48 гвардейской танковой бригады находятся в статье Википедии об этом формировании.
 Кавалеры ордена Славы 3-х степеней.
- Безуглов, Павел Тихонович, гвардии ефрейтор, сапёр 136 отдельного гвардейского сапёрного батальона.
- Зозуля, Михаил Павлович, гвардии старший сержант, командир экипажа БТР разведывательной роты 34 гвардейской мотострелковой бригады.
- Ткачёв, Фёдор Иосифович, гвардии младший сержант, командир отделения 82-мм миномётов миномётного батальона 34 гвардейской мотострелковой бригады.